# Agenci miłości
Agenci miłości (Valentine, 2008–2009) – amerykańska komedia romantyczna, dramat opowiadający o wydarzeniach, które przytrafiły się bogom na Ziemi. Serial wyprodukowany został przez Media Rights Capital.

## Fabuła
Serial opowiada o perypetiach rodziny będącej greckimi bogami. Przysłani na Ziemię mają połączyć zbłąkanych zakochanych.

## Obsada
- Jaime Murray jako Grace Valentine / Afrodyta
- Kristoffer Polaha jako Danny / Eros
- Autumn Reeser jako Phoebe / Bogini wyroczni delfickiej
- Robert Baker jako Leo / Herkules
- Christine Lakin jako Kate Providence
- Greg Ellis jako Ares / Ari Valentine
- Patrick Fabian jako Hefajstos / Ray Howard

## Bohaterowie
- Grace Valentine – Afrodyta, seksowna i uwodzicielska głowa rodziny.
- Danny Valentine – Eros, uwodziciel. Syn Grace.
- Phoebe Valentine – Bogini wyroczni delfickiej, pomaga rodzinie w łączeniu zakochanych dusz.
- Leo Francisci – Herkules, najlepszy przyjaciel Danny’ego, silny psychicznie.
- Kate Providence – śmiertelniczka, pisarka powieści romantycznych.
- Ray Howard – Hefajstos, ex-mąż Grace.
- Ari Valentine – Ares, obecny mąż Grace.
- Jezebel – Bastet, kot domowy.
- Cirlce – Kirke, ciocia Danny’ego.

## Spis odcinków
| Światowa premiera | Polska premiera | N/o | Polski tytuł      | Angielski tytuł  |
| ----------------- | --------------- | --- | ----------------- | ---------------- |
|                   |                 |     |                   |                  |
| SERIA PIERWSZA    |                 |     |                   |                  |
|                   |                 |     |                   |                  |
| 08.10.2008        | 06.07.2009      | 01  | Rodzina Valentine | Valentine        |
|                   |                 |     |                   |                  |
| 12.10.2008        | 13.07.2009      | 02  | Powrót taty       | Daddy’s Home     |
|                   |                 |     |                   |                  |
| 19.10.2008        | 20.07.2009      | 03  | Trudna rola       | Act Naturally    |
|                   |                 |     |                   |                  |
| 26.10.2008        | 27.07.2009      | 04  | Księga miłości    | The Book of Love |
|                   |                 |     |                   |                  |
| 28.06.2009        | 03.08.2009      | 05  | Pies gończy       | Hound Dog        |
|                   |                 |     |                   |                  |
| 05.07.2009        | 10.08.2009      | 06  | Zniknięcie        | She's Gone       |
|                   |                 |     |                   |                  |
| 12.07.2009        | 17.08.2009      | 07  | Letnie noce       | Summer Nights    |
|                   |                 |     |                   |                  |
| 19.07.2009        | 24.08.2009      | 08  | Tylko Bóg wie     | Only God Knows   |
|                   |                 |     |                   |                  |